# Montello Rosso
Unter dem Namen Montello Rosso oder einfach Montello gibt es Rotweine, die in der norditalienischen Provinz Treviso, Region Venetien, erzeugt werden. Es werden auch Weine mit dem Prädikat „Riserva“ und „Vendemmia tardiva“ (Spätlese) produziert. Die Weine haben seit 2011 eine „kontrollierte und garantierte Herkunftsbezeichnung“ („Denominazione di Origine Controllata e Garantita“ – DOCG), die zuletzt am 7. März 2014 aktualisiert wurde.

## Anbaugebiet
Folgende Gemeinden in der Provinz Treviso sind für den Anbau und die Erzeugung zugelassen: Castelcucco, Cornuda und Monfumo. Außerdem darf der Wein in Teilen der Gemeinden von Asolo, Borso del Grappa, Caerano di San Marco, Cavaso del Tomba, Pieve del Grappa, Crocetta del Montello, Fonte, Giavera del Montello, Maser, Montebelluna, Nervesa della Battaglia, Pederobba, Possagno, San Zenone degli Ezzelini und Volpago del Montello erzeugt werden.

## Erzeugung
Für die Weine dürfen folgende Rebsorten verwendet werden:
- 40–70 % Cabernet Sauvignon
- 30–60 % Merlot und/oder Cabernet Franc und/oder Carmenère
- Höchstens 15 % andere rote Rebsorten, die für den Anbau in der Provinz Treviso zugelassen sind, dürfen zugesetzt werden.

Für das Prädikat „Superiore“ müssen die Weine mindestens 24 Monate gereift sein, davon mindestens 12 Monate im Eichenfass und sechs Monate in der Flasche. Die anderen Weine müssen mindestens 18 Monate gelagert sein, davon mindestens neun Monate im Eichenfass und sechs Monate in der Flasche.

## Beschreibung
Laut Denomination (Auszug):
- Farbe: rubinrot – tendiert mit zunehmender Reife zu granatrot
- Geruch: intensiv, charakteristisch, angenehm, ätherische Tendenzen bei der Reifung
- Geschmack: trocken fruchtig, voll, leicht würzig-harmonisch
- Alkoholgehalt: mindestens 12,5 Vol.-%, für „Superiore“ mind. 13 % Vol.-%
- Säuregehalt: mind. 4,5 g/l
- Trockenextrakt: mind. 24,0 g/l, für „Superiore“ mind. 26 g/l